# Eaucourt (Aisne)
Pour les articles homonymes, voir Eaucourt.
Eaucourt est une localité de Sommette-Eaucourt et une ancienne commune française, située dans le département de l'Aisne en région Hauts-de-France.
Elle a fusionné avec Sommette depuis une ordonnance du 2 juin 1819. La nouvelle entité prend le nom de Sommette-Eaucourt.

## Toponymie
Éaucourt, est un ancien hameau de la commune, attesté sous les formes Yauecourt (1208) ; Aquicurtis (1233) ; In territorio de Sommete et de Aquacurte (1312) ; Yaucourt (1384) ; Iaucourt (1624).

## Histoire
La commune d'Eaucourt a été créée lors de la Révolution française. Le 2 juin 1819, elle fusionne avec la commune voisine de Sommette par ordonnance et la nouvelle entité prend le nom de Sommette-Eaucourt.

## Administration
Jusqu'à sa fusion avec Sommette en 1819, la commune faisait partie du canton de Saint-Simon dans le département de l'Aisne. Elle appartenait aussi à l'arrondissement de Saint-Quentin depuis 1801 et au district de Saint-Quentin entre 1790 et 1795. La liste des maires d'Eaucourt est :
| Période                                  | Période | Identité | Étiquette | Qualité |
| ---------------------------------------- | ------- | -------- | --------- | ------- |
|                                          |         |          |           |         |
| Les données manquantes sont à compléter. |         |          |           |         |

## Démographie
Jusqu'en 1819, la démographie d'Eaucourt était :
| 1793 | 1800 | 1806 | 1821 |
| ---- | ---- | ---- | ---- |
| 64   | 54   | 65   | 79   |